# Бурый мангуст
Бурый мангуст (лат. Urva fusca) — вид хищных млекопитающих из семейства мангустовых. Ареал вида ограничен небольшой областью на юге Индии и Шри-Ланкой. Ранее классифицировался в роде Herpestes; в 2009 году вместе с остальными азиатскими мангустами был выделен в род Urva.

## Описание
Бурый мангуст — это относительно крупный и тяжелый мангуст. Длина тела составляет примерно от 33 до 48 см. Хвост длиной от 19 до 33 см, что составляет 69—70 % длины тела. Масса составляет примерно от 2 до 7 кг. Шерсть от тёмно-коричневого до чёрно-коричневого окраса с крапинами от желтоватого до песочного цвета, ноги чёрные. Хвост пушистый. Зубная формула:{\displaystyle I{3 \over 3}C{1 \over 1}P{4 \over 4}M{2 \over 2}=40}.

## Распространение
Область распространения вида ограничена частью Южной Индии и Шри-Ланкой. Животные обитают в высокогорьях Южной Индии на высоте от 700 до 1300 м над уровнем моря.
Бурый мангуст населяет густые первичные леса и прилегающие ландшафты. Кроме того, в Южной Индии он встречается на плантациях чая и кофе. В Шри-Ланке этот вид живет в равнинных лесах, центральных горах и засушливых областях.

## Образ жизни
Бурый мангуст активен, прежде всего, в ночное время. О питании животных данные отсутствуют, вероятно, он питается, как и другие виды мангустов, мелкими позвоночными животными, беспозвоночными, яйцами, плодами и корнями. О биологии размножении известно мало. Животные строят жилища под камнями. Самки рождают, вероятно, от 3 до 4 детёнышей.

## Подвиды
Выделяют четыре подвида. Наряду с номинативной формой U. f. fuscus существуют U. f. phillipsi, U. f. siccatus и U. f. rubidior.